# Valejbol'ny klub Šachcër Salihorsk
Il Valejbol'ny klub Šachcër Salihorsk è una società pallavolistica maschile bielorussa, con sede a Salihorsk: milita nel campionato bielorusso di Vysšaja Liha.

## Rosa 2013-2014
| N° | Nome                | Ruolo | Data di nascita  | Nazionalità sportiva |
| -- | ------------------- | ----- | ---------------- | -------------------- |
| 1  | Dmitrij Žetzdrin    | C     | 2 aprile 1982    | Bielorussia          |
| 2  | Pavel Abdočenko     | O     | 13 gennaio 1990  | Bielorussia          |
| 4  | Nikolaj Škljar      | P     | 31 dicembre 1989 | Bielorussia          |
| 5  | Nikolaj Kočmarov    | O     | 1º maggio 1987   | Bielorussia          |
| 7  | Pavel Dosevič       | L     | 11 dicembre 1984 | Bielorussia          |
| 15 | Oleg Chmelevskij    | S     | 22 gennaio 1989  | Bielorussia          |
| 10 | Artur Dralčinskij   | C     | 1º febbraio 1992 | Bielorussia          |
| 11 | Sergej Ščavinskij   | P     | 19 gennaio 1973  | Bielorussia          |
| 12 | Vjačeslav Čerepovič | O     | 8 febbraio 1992  | Bielorussia          |
| 13 | Maksim Morozov      | C     | 29 maggio 1989   | Bielorussia          |
| 14 | Roman Sidjok        | L     | 9 febbraio 1987  | Bielorussia          |
| 15 | Oleg Chmelevskij    | S     | 22 gennaio 1989  | Bielorussia          |
| 16 | Artur Udris         | C     | 18 ottobre 1990  | Bielorussia          |
| 17 | Andreij Levčenko    | C     | 1º gennaio 1985  | Ucraina              |
| 18 | Dmitrij Baš         | P     | 23 aprile 1988   | Bielorussia          |

## Palmarès
- Campionato bielorusso: 6

2016-17, 2017-18, 2018-19, 2019-20, 2020-21, 2021-22, 2022-23, 2023-24
- Coppa di Bielorussia: 6

2018, 2019, 2020, 2021, 2022, 2023
- Supercoppa bielorussa: 5

2018, 2019, 2020, 2022, 2023

## Denominazioni precedenti
- 1999-2010: Valejbol'ny klub Šachtaspecbud